# John Hammerton (cầu thủ bóng đá)
John Daniel Hammerton (22 tháng 3 năm 1900 – 15 tháng 6 năm 1978) là một cầu thủ bóng đá người Anh.
Flood từng thi đấu cho Oughtibridge, Barnsley, Rotherham County, York City và Mansfield Town.